# 吴新田故居
吴新田故居为北洋皖系军阀将领吴新田在天津的故居，建于1933年，位于当时的天津英租界的马厂道（Race Course Road）（今天津市和平区马场道74号）。该建筑现已不存。

## 建筑风格
吴新田故居修建于二十世纪二十年代，由比商仪品公司设计并建造，这栋别墅占地面积8亩，为前后两座砖木结构3层英式花园别墅，楼门处有罗马柱支撑雨厦，上方设有阳台。建筑室内装修齐全。庭院内设有楼、台、亭、阁，并以假石山和花草作为点缀，院内曾养有珍禽异兽。

## 建筑风水
马场道74号最初为一处占地八亩左右的的普通宅院，吴新田来到天津后，花一千多万银元购买了这一处宅院。之后，他请比商仪品公司的设计师专门给他设计并建造。吴新田故居原为单体的三层小洋房，而故居对面正是刘冠雄故居，吴新田对五行八卦十分了解，从“风水”角度讲，刘冠雄的住宅为舰艇形状，代表“五行”里的“水”，而吴新田作为陆军将领，代表着“五行”里的“土”，并且刘冠雄的住宅高于他的住宅，那么水高土低，就会把他淹没，十分不吉利。于是吴新田就命建筑师在新扩建的主楼图纸上又加了个亭子。使吴新田的房子高过了刘家。